# Valea Ialomiței
Valea Ialomiței este valea râului Ialomița, având o parte superioară montană, situată între Mecetul Turcesc și Pietroșița, în munții Bucegi. Valea Ialomiței adună apele din pâraiele Bătrâna, Doamnele, Obârșia, Sugari și se intinde prin centrul masivului Bucegi formând în trecerea sa cheile Urșilor, cheile Peșterii, cheile Coteanu, cheile Tătarului, cheile Zănoagei, cheile Orzei și cheile Ialomiței.
Valea Ialomiței prezintă diverse forme de relief: relief glaciar, circuri glaciare, morene frontale și laterale, văi glaciare, relief carstic bine definit: chei, peșteri - Peștera Ialomiței cu o lungime de 450m, câmpuri de lapiezuri în zona nord-vestică a bazinului, relief tip „babe”, Sfinxul, Babele.